# Flärkån (Nätraån)
Flärkån är en å i norra Ångermanland i Örnsköldsviks kommun och ett källflöde till Nätraån med en längd på ca 20 km, inkl. källflöden ca 40 km. Flärkån är det viktigaste källflödet till Nätraån och utgår från sjön Flärken vid Aspeå. Därpå strömmar Flärkån rakt österut i ett ganska flackt lopp genom Byvattsjön tills ån vid Skorped löper samman med Önskanån och bildar Nätraån.